# Fessisentis friedi
Fessisentis friedi är en hakmaskart som beskrevs av Brent B. Nickol 1972. Fessisentis friedi ingår i släktet Fessisentis och familjen Fessisentidae. Inga underarter finns listade i Catalogue of Life.